# Eleftherios Venizelos
Eleftherios Venizelos (numele complet Elefthérios Kyriákou Venizélos, în limba greacă: Ελευθέριος Κυριάκου Βενιζέλος; n. 23 august 1864, Mournies⁠(d), Creta⁠(d), Grecia – d. 18 martie 1936, Paris, Franța) a fost un revoluționar elen, om de stat remarcabil și lider carismatic de la începutul secolului al XX-lea. Venizelos a ocupat funcția de premier al Greciei în perioadele 1910–1920 și  1928–1932. Venizelos a avut o asemenea influență asupra afacerilor interne și externe ale Greciei, încât este considerat „făuritorul Greciei moderne” și a fost supranumit „Etnarhul”.
Prima sa apariție pe scena internațională a avut loc odată cu asumarea unui rol important în procesul de obținere a autonomiei Statului Cretan, iar mai târziu, în cel de unirii Cretei cu Regatul Greciei. La scurtă vreme după acest moment, el a fost invitat în Grecia continentală să ajute la rezolvarea impasului în care se afla clasa politică elenă și să accepte funcția de premier. El a fost inițiatorul unor importante reforme constituționale și economice, care au pus bazele modernizării societății grecești, și a reorganizat atât armata terestră, cât și flota de război, pregătindu-le pentru evenimentele care aveau să vină. Mai înainte de izbucnirea Războaielor Balcanice din 1912–1913, Venizelos a jucat un rol de primă importanță în acceptarea Greciei în Liga Balcanică, o alianță a statelor din regiune împotriva Imperiului Otoman. Venizelos a reușit prin manevre diplomatice să dubleze practic suprafața și populația regatului, în timpul mandatelor sale reușindu-se eliberarea Macedoniei, Epirului și celei mai mari părți a insulelor din Marea Egee.
El a reușit să alieze Grecia cu Antanta în timpul Primului Război Mondial (1914–1918). Victoria Antantei a asigurat o și mai mare extindere a frontierelor țării. Politica sa pro-occidentală l-a adus însă în conflict direct cu regele și forțele monarhiste, ceea ce produs așa-numita  „Schismă Națională”. Schisma Națională a polarizat populația și partidele elene în două tabere, monarhiștii și venizeliștii. Aceste facțiuni au dominat viața politică și socială a Greciei pentru mai multe zeci de ani. După victoria aliaților în prima conflagrație mondială, Venizelos a obținut pentru Grecia noi teritorii, în special în Anatolia, apropiindu-se de realizarea visului „Marii Idei”. În ciuda marilor sale realizări, Venizelos a fost învins în alegerile generale din 1920. Venirea la putere a monarhiștilor și înlocuirea a mai multor comandanți militari a dus la înfrângerea grecilor în timpul războiului împotriva revoluționarilor turci din 1919-1922. Venizelos s-a autoexilat, dar a reprezentat Grecia în timpul negocierilor care au dus la semnarea Tratatului de la Lausanne și la înțelegerea care a dus la schimbul mutual de populație dintre Grecia și Turcia.
În timpul mandatelor de premier pe care le-a ocupat mai târziu, Venizelor a reușit să restabilească relațiile normale ale Greciei cu vecinii săi și să facă noi reforme constituționale și economice. În 1935, Venizelos a revenit în prim-planul vieții politice elene în timpul unei lovituri de stat militare eșuate, care a dat o lovitură decisivă celei de-a doua Republici Elene.

## Originile și tinerețea

### Strămoșii
Membrii familiei lui Venizelos se numeau Cravvatas în secolul al XVIII-lea și locuiau în Mistra (Sparta). În timpul invaziei albanezilor în  Peloponez în 1770, unul dintre membrii familiei Cravvatas , Venizelos Cravvatas, a reușit să scape în Creta, unde și-a întemeiat o familie. Urmașii săi au schimbat patronimicul în nume de familie, numindu-se  „Venizelos”.

### Familia și educația
Eleftherios s-a născut Mournies, lângă Chania, în Creta, care pe acea vreme era sub stăpânirea Imperiului Otoman. El a fost fiul revoluționarului cretan Kyriakos Venizelos. Când a izbucnit revolta cretană din 1866 familia lui Venizelos a fost obligată să fugă insula Syros, datorită participării lui Kyriakos la mișcarea revoluționară. Familia Venizelos nu a putut să se întoarcă în Creta până în 1872, când Abdülaziz a dat o amnistie.
Eleftherios a urmat cursurile liceului din Ermoupolis, (Syros), unde a obținut diploma în 1880. În 1881 a fost admis la Universitatea din Atena, la facultatea de drept. La finalul studiilor universitare a obținut diploma în drept cu note excelente. S-a reîntors în Creta în 1886 și a lucrat ca avocat la Chania. De-a lungul întregii sale vieți, Eleftherios s-a dovedit un tip studios și și-a îmbogățit continuu cunoștințele de engleză, italiană, germană și franceză.

### Intrarea în viața politică
Situația din Creta din anii tinereții lui Venizelos a fost foarte schimbătoare. Guvernul de la Constantinopol submina reformele, care erau făcute sub presiunile internaționale, în vreme ce cretanii nu-și doreau decât ca sultanul Abdul Hamid al II-lea să le acorde libertatea „necredincioșilor nerecunoscători”. Venizelos a intrat în bătălia politică în aceste condiții de instabilitate la alegerile electorale din 2 aprilie 1889 din partea partidului liberal. După ce a fost ales deputat, s-a distins pentru elocventă și opinii radicale.

## Cariera politică din Creta

### Revolta cretană
Vedeți și: Istoria Cretei

#### Cadru general
Numeroasele rebeliuni din Creta din timpul și după Războiul de Independență al Greciei, (1821, 1833, 1841, 1858, 1866, 1878, 1889, 1895, 1897), rezultatul dorinței locuitorilor insulei de realizare a Enosis – unirea cu Grecia. În timpul revoluției cretane din 1866, cele două tabere, sub presiunea Marilor Puteri, au ajuns la o înțelegere, care a fost finalizată în Pactul de la Halepa.
Mai târziu, acest pact a fost inclus în prevederile Tratatului de la Berlin, care suplimenta concesiunile acordate deja cretanilor. Pactul garanta în principal un grad mare de autoguvernare a grecilor din Creta, sperându-se în schimb limitarea dorinței lor de independență . În schimb, turcii cretani, care considerau insula parte inseparabilă a Imperiului Otoman, nu au fost mulțumiți de aceste reforme, deoarece considerau că în acest fel, administrația insulei era predată în mâinile grecilor creștini. În practică, autoritățile otomane nu au reușit să impună punerea în practică a Pactului, în acest fel alimentând tensiunile dintre cele două comunități. Autoritățile otomane au încercat în schimb să mențină ordinea prin transferarea pe insulă a unor forțe militare numeroase în perioada 1880 – 1896. De-a lungul acestei întregi perioade, „Chestiunea Cretană” a fost un motiv major de fricțiune între Grecia independentă și Imperiul Otoman.
În ianuarie 1897, violențele și dezordinile au crescut în intensitate și au dus la polarizarea populației. Au avut loc atacuri sângeroase împotriva populației creștine din Chania și Rethimno. Guvernul elen, aflat sub presiunea opiniei publice, a actorilor politici intransigenți sau naționaliști precum Ethniki Etairia și ținând seama de politica șovăielnică a marilor puteri, a decis să-și trimită vasele de război și trupele terestre să apere populația creștină din Creta.. Marilor puteri nu le mai rămânea decât să ocupe insula, dar decizia lor a venit prea târziu. Două mii de militari greci au debarcat pe 3 februarie 1897 la Kolymbari, iar comandantul acestei forțe, colonelul Timoleon Vassos a declarat că ocupă insula „în numele Regelui Elenilor” și a proclamat unirea Cretei cu Grecia. Aproape imediat au izbucnit rebeliuni de-a lungul întregii insule. Marile puteri au decis să instituie blocada navală și au trecut la debarcarea forțelor lor terestre pe insulă în încercarea de blocare a trupelor grecești în drumul lor spre Chania.

#### Evenimentele de la Akrotiri
Venizelos se afla în turneu electoral în această perioadă. De îndată ce „a văzut Canea în flăcări” , s-a grăbit să ajungă la Malaxa, lângă Chania, unde se formase un grup de aproximativ 2.000 de greci rebeli. Venizelos a devenit liderul acestui grup. El a propus unirea forțelor mai multor grupuri de insurgenți și atacul împotriva forțelor turce de la Akrotiri. Această acțiune ar fi permis obținerea controlului nu numai asupra regiunilor înalte din jurul Malxei, dar și a regiunilor de câmpie. Acțiunile lui Venizelos de la Akrotiri aveau să formeze miezul mitului viitor al politicianului. Au fost compuse versuri de către barzi populari, descriind acțiunile lui Venizelos la Akrotiri. În ziarele elene au apărut articole de fond în care au fost lăudate vitejia, clarviziunea și geniul diplomatic, care aveau să-i încununeze măreția viitoare . După cucerirea orașului Akrotiri,  Venizelos a arborat drapelul Greciei. Forțele otomane au cerut sprijinul vaselor militare occidentale și i-au atacat pe rebeli. Navele marilor puteri au bombardat pozițiile rebelilor din Akrotiri. Drapelul elen a fost doborât în timpul bombardamentului naval, dar a fost arborat din nou. Acest moment a intrat de asemenea în folclorul legat de rebeliunea cretanilor și au dus la creșterea faimei lui Venizelos, care ar fi refuzat pe 20 februarie să se supună ordinului amiralilor occidentali de coborâre a drapelului și demobilizare a trupelor rebele. În ziarele din Grecia avea să se scrie că Venizelos a „sfidat marina militară a Europei”. Despre el s-a spus că, „în spatele diplomatului subțire de azi se află revoluționarul care i-a alungat pe turci din Creta și căpetenia sângeroasă care și-a ridicar tabăra alături de o mică bandă de rebeli pe un deal deasupra localității Canea și de aici a sfidat consulii și flotele tuturor [marilor] puteri!.
Venizelos a trimis în seara bombardamentului o scrisoare de protest către amiralii europeni, scrisoare semnată de toate căpeteniile rebelilor din Akrotiri. Venizelos afirma că grecii își vor lupta până când ultimul om va fi ucis de proiectilele trase de vasele de război europene, încercând în acest fel să lupte împotriva ocupației turcilor. Scrisoarea a ajuns „întâmplător” în mâinile corespondenților de război a unor ziare europene. Această scrisoare a produs reacții profunde în rândul opiniei publice din Grecia, dar și din Europa, unde situația creștinilor care luptau pentru libertate și erau bombardați de flotele creștine aliate cu ocupanții turci au produs indignare populară. În întreaga Europă Occidentală au apărut manifestări de simpatie populară pentru cauza creștinilor cretani, iar cauza rebelilor greci a câștigat noi sprijinitori.

#### Războiul din Tesalia

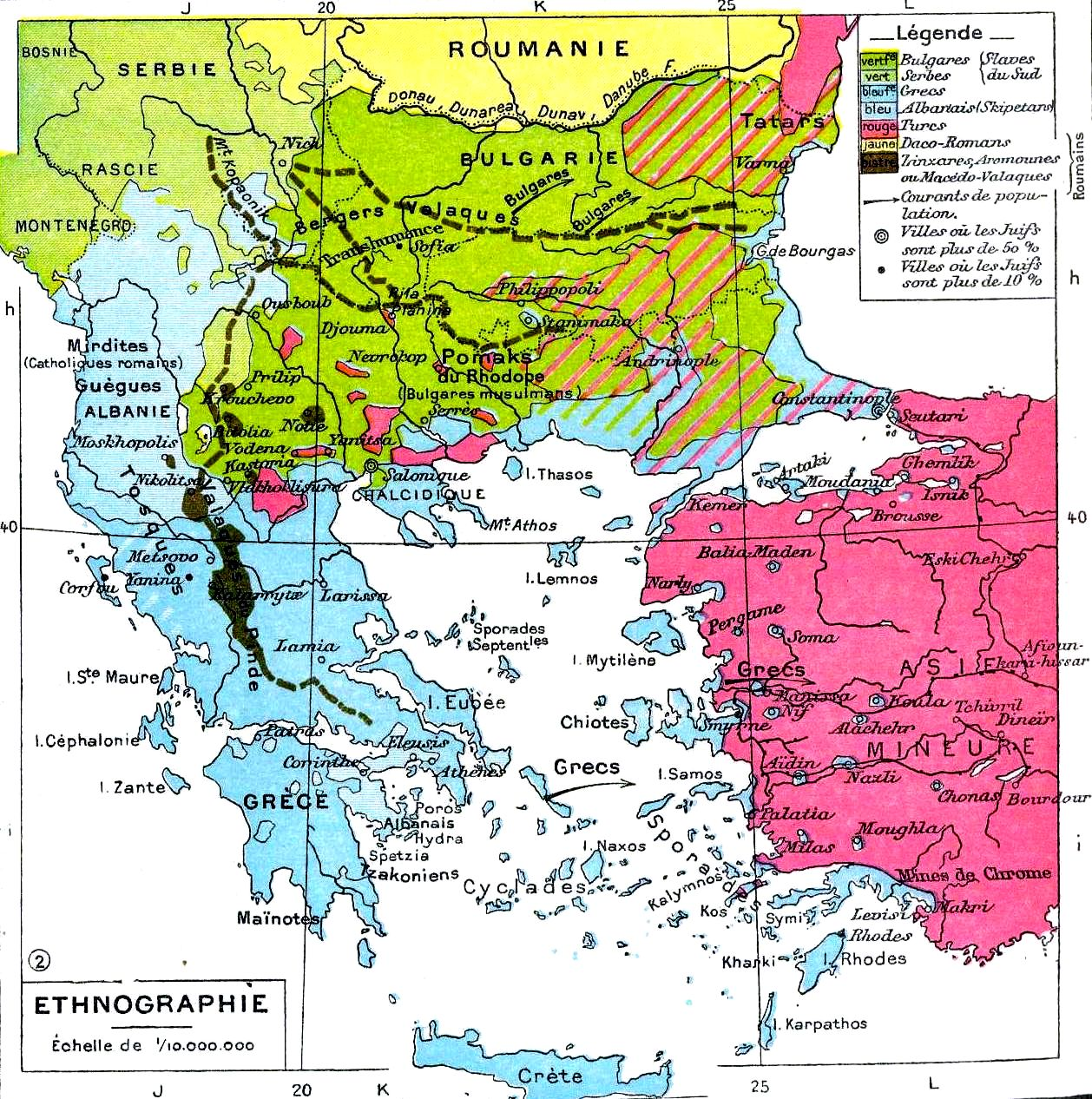
Compoziția etnică a Balcanilor în conformitate cu Atlas Général Vidal-Lablache, Librairie Armand Colin, Paris, 1898.

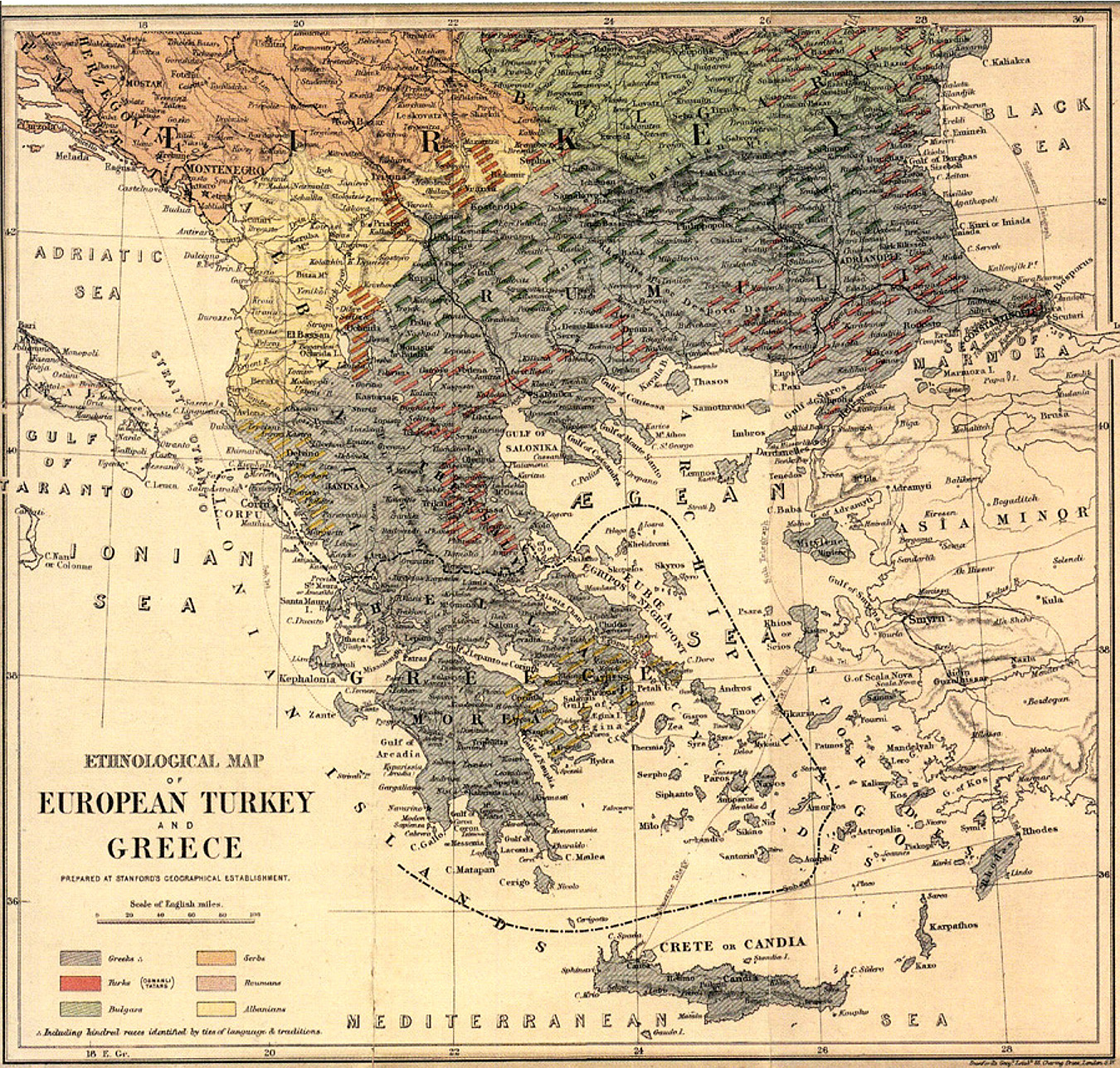
Harta compoziției etnice a Imperiului Otoman în viziunea filoelenului Edward Stanford.

Marile puteri au trimis pe 2 martie o notă verbală guvernelor Greciei și Imperiului Otoman, prezentând posibilele soluții ale „Chestiunii Cretane”. Astfel, Creta ar fi putut să devină un stat autonom sub suzeranitatea sultanului. Poarta a răspuns trei zile mai târziu, acceptând în principiu propunerile, dar, pe 8 martie, guvernul elen a respins soluția marilor puteri, pe care o considera nesatisfăcătoare, insistând în schimb pentru unirea Cretei cu Grecia.
Venizelos, ca reprezentant al rebelilor cretani, s-a întâlnit cu amiralii marilor puteri pe un vas de război rus pe 7 martie 1897. În ciuda faptului că nu au fost făcute progrese notabile în timpul discuțiilor, el a reușit să-i convingă pe amirali să-i ofere protecție în timpul unui turneu pe insulă, pentru a explora starea de spirit a populației față de autonomie și unire. La început, majoritatea populației insulei sprijinise unirea, dar, după evenimentele care aveau să urmeze în Tesalia, opinia cretanilor a devenit favorabilă autonomiei, ca un pas intermediar.
Reacționând la ajutorul dat de guvernul de la Atena rebeliunii din Creta, otomanii au transferat o bună parte a armatei lor în Balcani, în nordul Tesaliei, în apropierea granițelor Greciei. La rândul ei, Grecia a întărit pozițiile armatei sale din regiune. Forțele neregulate elene, în principal membre ale Ethniki Etairia (susținători ai Megali Idea), au atacat fără ordin avanposturile turcilor . Ca răspuns la aceste atacuri, Imperiul Otoman a declarat război Greciei pe 17 aprilie. Războiul din 1897 a fost un dezastru pentru Grecia. Armata turcă era mai bine pregătită, în mare parte ca rezultat al reformelor inițiate de misiunea militară germană condusă de baronul von der Goltz. Forțele elene a fost înfrântă în câteva săptămâni. Marile puteri au fost obligate să intervine din nou pentru semnarea unui armistițiu în mai 1897.

#### Urmări
Înfrângerea Greciei în războiul din 1897 a dus la unele mici pierderi teritoriale în nordul Tesaliei, plus despăgubiri de război de aproximativ 4.000000£, dar la o mare victorie diplomatică. Marile puteri (Regatul Unit, Franța, Rusia și Italia), după masacrul de la Heraklion de pe 25 august, au impus o soluție finală „Chestiunii Cretane”. Creta a fost proclamat sta autonom sub suzeranitatea otomană.
Venizelos a jucat un rol important în negocierea acestei soluții, nu doar ca lider al rebelilor cretani, dar și ca diplomat priceput, comunicând frecvent cu amiralii marilor puteri. Cele patru mari puteri și-au asumat administrarea Cretei. Prințul George al Greciei, al doilea fiu al regelui George I, a fost numit Înalt comisar, iar Venizelos ministru de justiție (1899 – 1901) .

### Statul autonom Creta
Vedeți și: Statul Cretan 

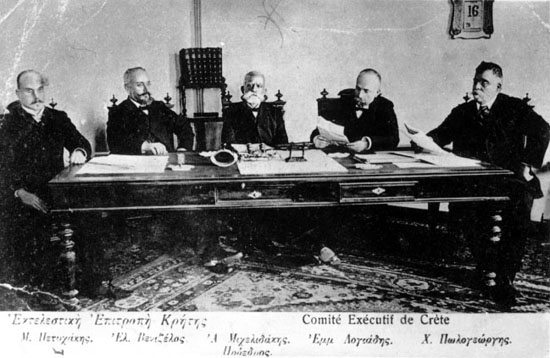
Consiliul Cretei. Venizelos este al doilea din stânga.

Prințul George a fost numit Înalt comisar al Statului Cretan pentru un mandat de trei ani. Pe 13 decembrie 1898, el a sosit la Chania, unde s-a bucurat de o primire entuziastă. Pe27 aprilie 1899, Înaltul comisar a numit un Comitet executiv compus din principalii lideri de pe insulă. Venizelos a devenit ministru al justiției și a participat alături de ceilalți membri ai Comitetului să organizeze noul stat. Venizelos a propus pe 18 mai 1900 o serie de reforme juridice, care au dus însă la apariția primelor neînțelegeri ale politicianului cu prințul George.
Prințul George a decis să călătorească în Europa și a anunțat populația că în timpul vizitelor sale în occident va cere marilor puteri să accepte unirea insulei cu Grecia, și că relațiile familiei sale îi vor fi de ajutor. Această declarație a fost făcută publică fără ca membrii Comitetului să o aprobe. Prințul nici măcar nu a avut precauția să-i prevină cu privire la această declarație. Venizelos i-a atras atenți prințului că este nimerit să dea speranțe populație pentru ceva care nu este realizabil în acel moment. Așa cum se așteptase Venizelos, marile puteri au respins cererile prințului George în timpul vizitei sale europene.
Neînțelegerile dintre cei doi au continuat pe diferite subiecte. Prințul a dorit să construiască un palat, dar Venizelos s-a opus cu tărie, considerând că această clădire ar fi fost un semn al perpetuării aranjamentelor de autonomie sub suzeranitate otomană din acel moment. Cretanii acceptaseră acea situație doar ca un aranjament temporar, până la găsirea unei soluții finale. Relațiile dintre cei doi oameni de stat au devenit tot mai tensionate, iar Venizelos și-a prezentat de mai multe ori demisia.
În timpul unei ședințe a Comitetului executiv, Venizelos a spus că, în opinia sa, insula nu este practic autonomă, de vreme ce forțele militare ale puterilor europene sunt cantonate în regiune, iar  marile puteri guvernează prin intermediul reprezentantului lor, prințul. Venizelos a propus ca, odată ce mandatul prințului avea să expire, Comitetul executiv să invite la reprezentanții acestor puteri la o întrunire în cadrul căreia, în conformitate cu articolul 39 al Constituției, să aleagă un nou suveran, făcând astfel prezența reprezentanților europeni inutilă. Odată ce trupele marilor puteri ar fi părăsit insula, unirea Cretei cu Grecia ar fi fost mult ușurată. Oponenții lui Venizelos s-au folosit de această declarație, acuzându-l că vrea să acapareze puterea. În replică, politicianul și-a prezentat încă o dată demisia, dând asigurări însă că nu se va alătura opoziției.
Pe 6 martie 1901 el a prezentat un raport Înaltului comisar, în care își prezenta motivele demisiei, care erau deja cunoscute presei. Pe 20 martie, Venizelos a fost demis pentru că ar fi sprijinit public fără să aibă niciun fel de autorizație opinii diametral diferite de cele ale Înaltului comisar. După acest moment, Venizelos a preluat conducerea facțiunii care se opunea prințului. În următorii trei ani, el a dus o luptă politică dură, până când administrația a fost practic paralizată, iar tensiunile au ajuns la un nivel excepțional de ridicat. Toate aceste evenimente au dus la izbucnirea în martie 1905 a „revoluției de la Theriso”, Venizelos devenind liderul ei.

### Revoluția de la Theriso
Pe 10 martie 1905, cretanii revoltați s-au adunat la Theriso și au proclamat „unirea politică a Cretei cu Grecia într-un stat unic liber și constituțional” . Proclamația a fost înmânată marilor puteri, în fața cărora rebelii au susținut că aranjamentul provizoriu nelegitim împiedică creșterea economică a insulei și singura soluție logică a „Chestiunii Cretane” ar fi fost doar unirea cu Grecia. Înaltul comisar, care se bucura de sprijinul marilor puteri, a anunțat că se va folosi forța militară împotriva rebelilor. În perioada care a urmat, mai mulți deputați s-au alăturat lui Venizelos la Theriso. Consulii străini s-au întâlnit cu Venizelos la Mournies, într-o încercare de găsire a unui acord, dar fără niciun rezultat. 

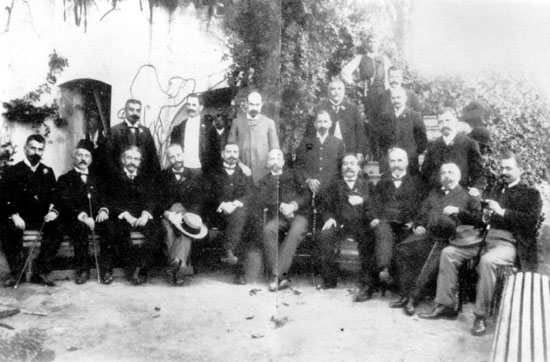
Comitetul pentru conceperea unei constituții a Cretei în 1906 – 1907

Guvernul revoluționar a cerut ca Creta să primească un regim similar al Rumeliei Răsăritene. Marile puteri au proclamat pe 18 iulie legea marțială, dar rebelii nu s-au arătat impresionați. Pe 15 august, adunarea reprezentanților din Chania a votat în favoarea celor mai multe reforme propuse în Venizelos. După o întâlnire cu politicianul, consulii marilor puteri au acceptat reformele propuse. Aceasta a pus capăt revoltei de la Theriso și a dus la demisia prințului George din funcția de înalt comisar. Marile puteri au admis ca responsabilitatea pentru numirea noului înalt comisar să revină regelui George I al Greciei, prin aceasta anulând de facto suzeranitatea sultanului otoman. Un fost premier al Greciei, Alexandros Zaimis, a fost ales să exercite funcția de înalt comisar, iar ofițeri și subofițeri eleni au fost numiți să organizeze jandarmeria cretană. De îndată ce organizarea jandarmeriei s-a încheiat, trupele străine au început să se retragă de pe insulă. Această retragere a devenit o victorie personală a lui Venizelos, ceea ce i-a adus o mare faimă atât în Grecia și în alte state europene.
După Revoluția Junilor Turci, Bulgaria și-a proclamat independența față de Imperiul Otoman pe 5 octombrie 1908, iar o zi mai târziu, Franz Joseph, împăratul Austriei a anunțat anexarea Bosniei și Herțegovinei. Cretanii, încurajați de aceste evenimente, s-au răsculat din nou. Mii de cetățeni ai Chaniei și din regiunile înconjurătoare au organizat o demonstrație în cursul căreia Venizelos a proclamat unirea Cretei cu Grecia. Înaltul comisar Zaimis, care urma instrucțiunile Atenei, a părăsit insula cu o zi mai înainte de declanșarea demonstrației.
Locuitorii insulei și-au trimis reprezentanții într-o adunare care a proclamat independența Cretei. Funcționarii publici au depus jurământul în numele regelui George I. Conducătorii insulei au ales un comitet de cinci membri, care trebuia să asigure controlul Cretei în numele regelui George I și în conformitate cu legile Greciei. Președintele acestui comitet a fost ales Antonios Michelidakis iar Venizelos a devenit ministru justiției și afacerilor externe. În aprilie 1910, a fost aleasă o nouă adunare a insulei, care l-a numit pe Venizelos președinte și mai apoi prim-ministru. Toate trupele străine au părăsit Creta și puterea a fost transferată definitivată guvernului lui Venizelos.

## Cariera politică în Grecia

### Revoluția militară de la Goudi din 1909
În mai 1909, un grup de ofițeri ai armatei elene, încercând să urmeze exemplul Comitetului Unității și Progresului a Junilor Turci, au căutat să găsească o soluție pentru reformarea conducerii țării și să reorganizeze armata și au creat Liga Militară. Membrii Ligii și sprijinitorii lor, campați în august 1909 în suburbia Goudi a Atenei, au forțat guvernul condus de Dimitrios Rallis să demisioneze. A fost format un nou guvern în frunte cu Kiriakoulis Mavromichalis. A urmat o perioadă de presiune militară directă asupra Parlamentului, dar sprijinul popular pentru Ligă a scăzut rapid, când a devenit evident că ofițerii nu știau să-și pună în practică cererile. Impasul politic a fost depășit când Liga l-a invitat pe Venizelos să preia conducerea mișcării
Venizelos s-a îndreptat către Atena și, după ce s-a consultat cu liderii Ligii Militare și cu reprezentanții partidelor politice, a propus un nou guvern și reformarea Parlamentului Elen. Propunerile sale au fost considerate primejdioase pentru scena politică elenă atât de rege cât și de politicienii greci. Temându-se de escaladarea crizei, regele George I a convocat în cele din urmă un consiliu de coroană și a recomandat liderilor politici acceptarea propunerilor lui Venizelos. După mai multe amânări, regele a accepta în cele din urmă să-l numească pe Stephanos Dragoumis (propunerea Venizelos) la conducerea unui nou guvern, care să conducă țara în perioada în care Liga era dizolvată iar Grecia se pregătea de alegeri. La alegerile din 8 august 1910, aproape o jumătate din locurile din parlament au fost cucerite de independenți noi intrați pe scena politică a Greciei. Venizelos, în ciuda problemelor care le avea cu recunoașterea cetățeniei elene și fără să fi participat personal la campania electorală din circumscripția în care a candidat, a ieșit pe primul loc pe lista electorală din Attica. El a fost acceptat imediat ca lider al independenților. Venizelos a fondat  Komma Fileleftheron (Partidul Liberal). Imediat după aceasta, el a cerut convocarea unor alegeri anticipate în speranța cuceririi majorității absolute. Partidele vechi au boicotat în semn de protest noile alegeri și, pe 28 noiembrie 1910, liberalii lui Venizelos a cucerit 300 de să mandate dintr-un total de 362. Majoritatea deputaților erau noi în politică. Venizelos a format noul guvern și a început reorganizeze economia și politica internă și externă a țării.

### Reformele din 1910 – 1914
Venizelos a încercat să impună o serie de reforme în domeniile politic, social, al educației și al literaturii, prin adoptarea unor compromisuri practice între tendințele conflictuale. În învățământ, de exemplu, curentul dinamic care era în favoarea folosirii limbii populare vorbite, greaca dimotică, a provocat reacțiile conservatorilor, care a dus la decizia constituțională în favoarea limbii „purificate” katharevousa, care ținea seama de precedentele clasice.
Pe 20 mai 1911, a fost completată o revizuire a constituției, care se concentra pe întărirea libertăților individuale, introducerea măsurilor pentru facilitarea muncii parlamentului, obligativitatea învățământului primar, dreptul cu privire la exproprieri, numirea funcționarilor publici, angajarea specialiștilor străini în reorganizarea administrației și a forțelor armate, reînființarea Consiliului de Stat și simplificare procedurilor pentru reformarea constituției. obiectivul acestui program de reforme era consolidarea securității sociale și domnia legii, ca și dezvoltarea și creșterea potențialului productiv al țării. Rolul conducător în acest proces i-a revenit Ministerului Economiei Naționale. Acest minister, din momentul creării sale în 1911, a fost condus de Emmanuel Benakis, un negustor elen grec din Egipt și bun prieten al lui Venizelos. Între 1911 și 1912, au fost emise o serie de legi care vizau domeniul legislației muncii. Au fost puse în aplicare măsuri pentru interzicerea muncii copiilor și lucrului de noapte a femeilor, au fost reglementată durata zilei de muncă și a fost stabilită ziua de odihnă duminică. În plus, au fost emise primele legi care reglementau organizarea sindicală. Venizelos a luat de asemenea măsuri pentru îmbunătățirea domeniului justiției și al securității publice, cât și pentru colonizarea țăranilor fără pământ în Tesalia.

### Războaiele Balcanice

#### Cadru istoric

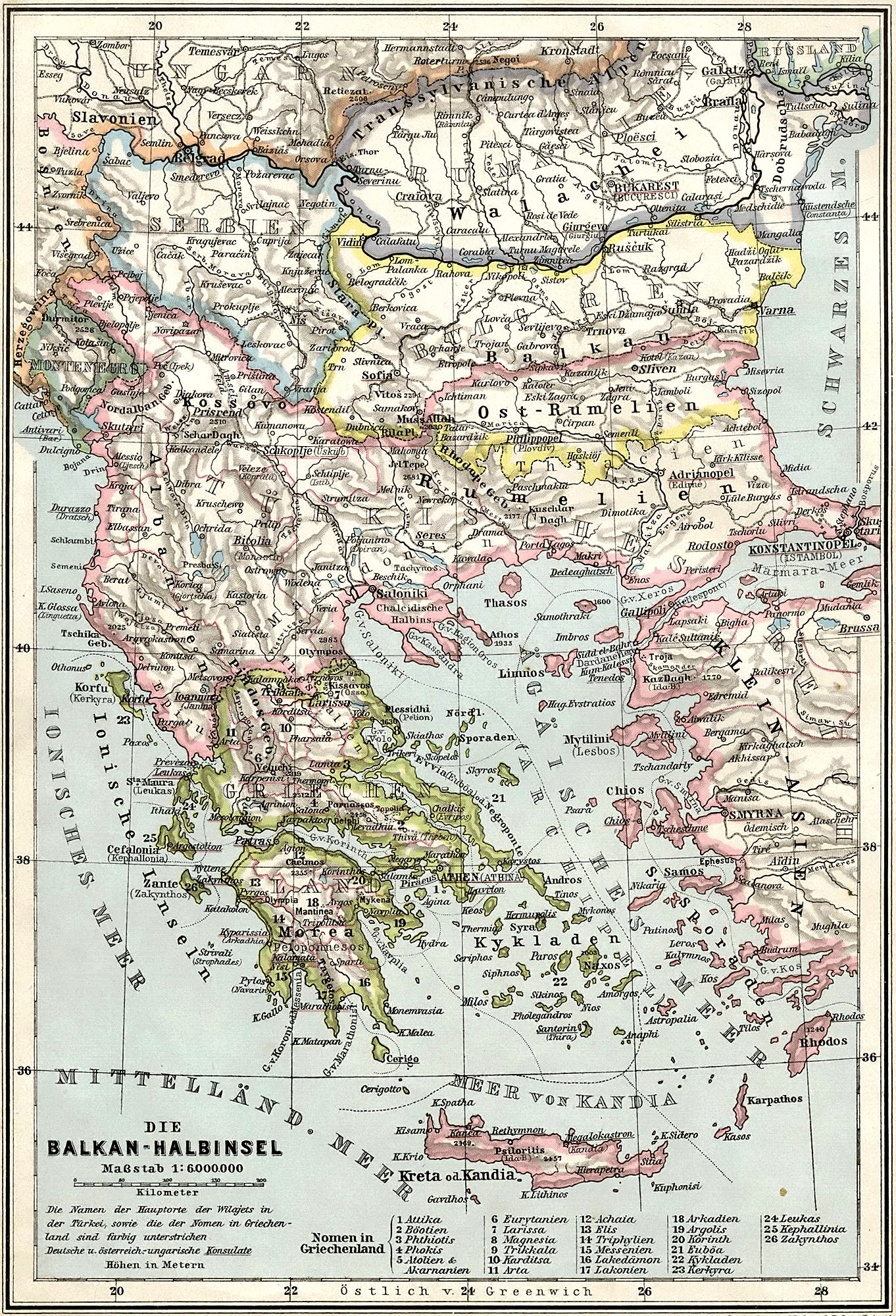
Frontierele statelor balcanice mai înainte de Războaiele Balcanice

În acele vremuri au existat o serie de contacte diplomatice cu Imperiul Otoman pentru inițierea reformelor în Macedonia și Tracia, (aflate sub dominația Imperiului Otoman), pentru îmbunătățirea condițiilor de trai a populației creștine. Eșecul unor asemenea reforme a lăsat grecilor o singură opțiune, și anume alungarea turcilor din Balcani, o soluție împărtășită și de alte state balcanice. O asemenea soluție a fost considerată realistă de către Venizelos, în condițiile în care Turcia se afla într-o perioadă de  tranziție constituțională, iar sistemul ei administrativ era dezorganizat și slăbit. În plus, Turcia nu dispunea de o flotă capabilă să-i transporte forțele militare și proviziile din Asia Mică în Europa, în vreme ce flota elenă domina Marea Egee. Venizelos nu a dorit să-și implice țara într-un conflict major, cel puțin atâta vreme cât armata de uscat și flota elenă nu erau complet reorganizate (un efort susținut în acest scop începuse încă de pe vremea mandatului lui Georgios Theotokis), iar economia Greciei nu era revitalizată. În aceste condiții, Venizelos le-a propus turcilor recunoașterea dreptului cretanilor să-și trimită deputați în parlamentul elen, ca o soluție pentru rezolvarea  „Chestiunii Cretane”. Junii Turci aflați la conducere la Constantinopol se simțeau foarte încrezători după victoria din războiul greco-turc din 1897, au amenințat că vor ocupa Atena dacă grecii vor continua cu cererile lor.

#### Liga Balcanică
Atunci când Venizelos a constatat că nu se fac progrese în „Chestiunea Cretană” și nedorind ca țara să rămână inactivă, ca în timpul războiul ruso-turc din 1877, când neutralitatea îndepărtase Grecia de participarea la discuțiile de pace, a decis să se alăture altor state balcanice (Serbia, Bulgaria și Muntenegru) și alianței lor, Liga Balcanică. Prințul moștenitor Constantin a fost trimis ca reprezentant al Grecie la Sofia, iar în 1911 studenții bulgari au fost invitați la Atena. Aceste evenimente au avut un ecou pozitiv în cele două capitale, iar pe 30 mai 1912 Grecia și Bulgaria au semnat un tratat care prevedea sprijin mutual în cazul unui atac turcesc. Negocierile cu Serbia au fost încheiate și un tratat similar a fost semnat la începutul anului 1913.
Muntenegru a fost cel care a deschis ostilitățile, declarând război Turciei pe 8 octombrie 1912. Pe 18 octombrie 1912 aliații balcanici au declarat război Turciei. Începuseră luptele Primului Război Balcanic. Pe 1 octombrie Venizelos a anunțat intenția de declarare a războiului în sesiunea ordinară a parlamentului. În aceeași ședință a anunțat acceptarea deputaților cretani în rândurile parlamentarilor de la Atena și unirea Cretei cu Grecia, punând astfel capăt „Chestiunii Cretane”. Populația elenă a primit vestea despre aceste evenimente cu mare entuziasm.

#### Primul Război Balcanic și primul conflict Venizelos – prințul Constantin

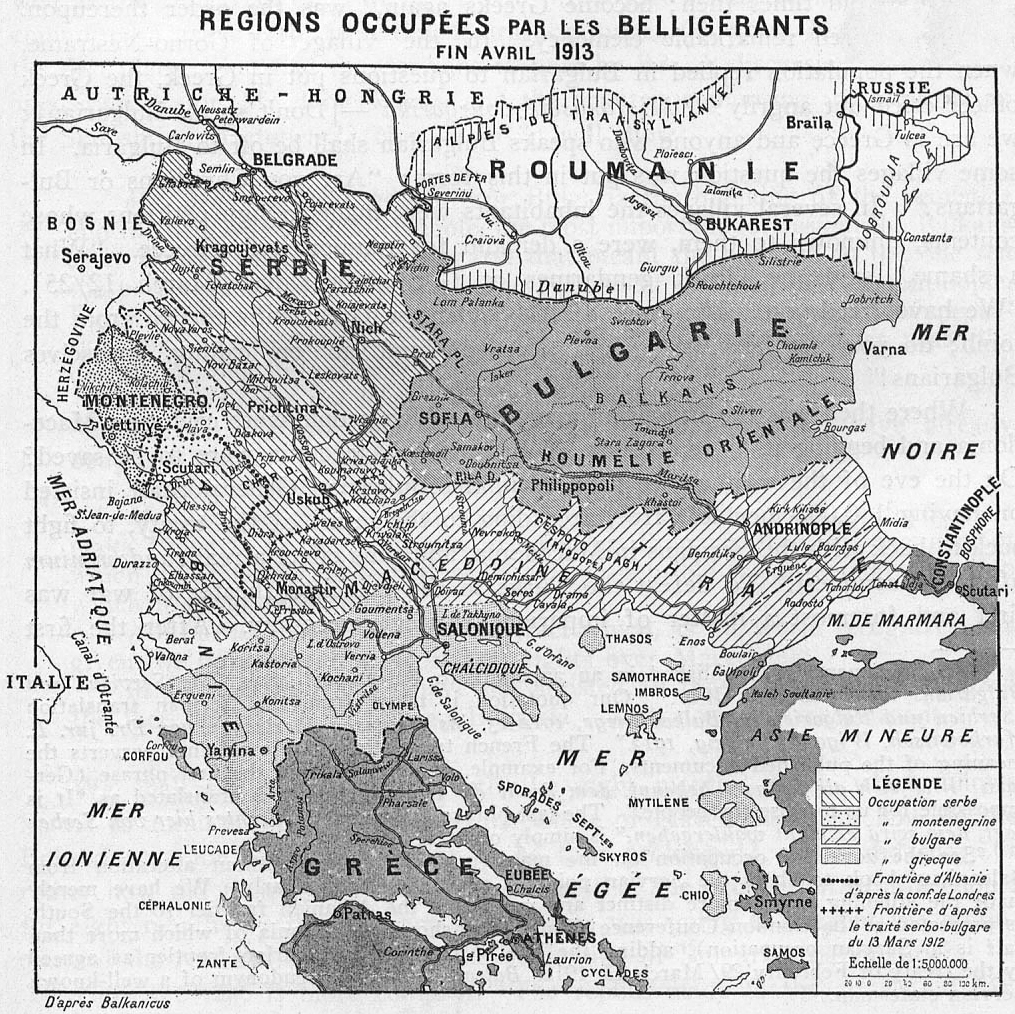
Schimbările teritoriale ca urmare a Primului Război Balcanic, aprilie 1913

Declanșarea luptelor Primului Război Mondial a cauzat numeroase necazuri lui Venizelos în relația sa cu prințul moștenitor Constantin. O parte a problemelor ar putea fi atribuite complexității relațiilor oficiale dintre cei doi lideri. Deși Constantin era prinț moștenitor și viitor rege, el era și comandant al armatei, fiind în acest fel sub comanda directă a ministerului apărării și, prin urmare, a premierului Venizelos. În conformitate cu prevederile constituției din acel timp, regele George era liderul de necontestat al țării. În acest fel, autoritatea lui Venizelos asupra comandantului armatei era puternic diminuată, datorită relațiilor foarte bune dintre prinț și tatăl său, regele. 
 
În ciuda fricțiunilor dintre cei doi lideri, armata a început o campanie victorioasă în Macedonia sub comanda lui Constantin. În scurtă vreme au apărut și primele neînțelegeri dintre Venizelos și Constantin, în principal cu privire la obiectivele operațiilor. Prințul moștenitor a insistat asupra unor obiective militare clare: înfrângerea trupelor otomane ca o condiție necesară a ocupației militare, oriunde ar fi atacat acestea. În scurtă vreme, armata otomană a început retragerea spre nord, spre nord, spre Monastir. Venizelos era foarte realist și insista asupra obiectivelor politice ale războiului: eliberarea cât mai multor regiuni și localități, în special în Macedonia și Salonic, adică spre est. Neînțelegerile au devenit evidente după victoria armatei elene în bătălia de la Sarantaporo, când viitoarea direcție a acțiunilor militarea trebuia decisă. Venizelos a propus ca armata să se îndrepte spre Salonic, un oraș-port cu o mare importantă, și să-l cucerească cu orice preț și, deci, să se îndrepte spre est. Venizelos a trimis o telegramă către Statul major cu textul „Salonique à tout prix! (Salonicul cu orice preț!)”. De asemenea, el a încercat să comunice cât mai des cu regele, să-l împiedice pe principele moștenitor să îndrepte atacul armatei spre nord
. Deși armata elenă a câștigat bătălia de la Giannitsa, la doar 40 km vest de Salonic, Constantin a ezitat timp de o săptămână să atace orașul. A izbucnit un conflict deschis între premier și prințul moștenitor. Venizelos dispunea de informații de încredere din partea ambasadei elene de la Sofia cu privire la mișcările armatei bulgare spre Salonic și  a trimis o telegramă dură lui Constantin, în care îl făcea responsabil pentru eventuala pierdere a orașului. Tonul telegramei lui Venizelos și răspunsul lui Constantin, care a urmat anunțării înțelegerii finale cu turcii, sunt considerate punctul de început al conflictului dintre cei doi bărbați de stat, care avea să ducă Grecia la Schisma Națională din timpul Primului Război Mondial. În cele din urmă, armata greacă a intrat în Salonic pe 26 octombrie 1912, cu doar puțin timp înaintea bulgarilor, care urmăreau la rândul lor să ocupe orașul. Au izbucnit noi fricțiuni între cei doi lideri ca urmare a faptului că prințul a permis trupelor bulgare să intre în oraș. O unitate bulgară, ale cărei efective aveau să crească până la dimensiunea unei divizii, s-a mutat în oraș și a început aproape imediat să impună administrarea comună, în ciuda asigurărilor inițiale, lăsând să se înțeleagă că prezența lor va deveni permanentă. În fața protestelor lui Venizelos, Constantin i-a cerut premierului să-i ordone să-i scoată cu forța pe bulgari din oraș, o opțiune care ar fi dus la o confruntare deschisă cu bulgarii. Venizelos considera că, de vreme ce Constantin le-a permis bulgarilor să intre în oraș, nu este admisibil să încerce să paseze responsabilitatea alungării lor. Constantin a încercat să-l compromită pe Venizelor printr-o înfrângere militară. Se poate spune că prințul nu a sesizat dimensiunile politice ale deciziilor sale. Ambele decizii au crescut neîncrederea reciprocă dintre premier și prințul moștenitor, cu puțin timp înainte de urcarea acestuia din urmă pe tron. 
 
După ce campania din Macedonia a fost încheiată, o mare parte a armatei elene sub conducerea prințului moștenitor a fost redesfășurată în Epir și după bătălia de la Bizani, pozițiile otomanilor au fost depășite și orașul Ioannina a fost cucerit pe 22 februarie 1913. În același timp, marina elenă a ocupat insulele otomane aflate încă sub dominația otomană. După două lupte navale încununate de succes, flota grecilor a cucerit superioritatea navală în Marea Egee, împiedicându-i pe turci să-și aducă rezervele din Anatolia pe calea apelor în Balcani .
 
Pe 20 noiembrie, Serbia, Muntenegru și Bulgaria au semnat un armistițiu cu Turcia. Au urmat tratativele de pace de la Londra. La aceste tratative a participat și delegația greacă, în ciuda faptului că armata elenă continua operațiunile militare pe frontul din Epir. Pacea a fost restabilită prin semnarea tratatului de la Londra. Tratativele de pace de la Londra au dat măsura eficienței și realismului diplomatic ale lui Venizelos. În timpul negocierilor, Venizelos a stabilit relații strânse cu delegația sârbă, pentru contracararea poziției agresive a bulgarilor. Pe 1 iunie 1913 a fost semnat un protocol militar sârbo-elen prin care țările semnatare își asigurau sprijin reciproc în cazul unui atac al bulgarilor. 
 

#### Al doilea Război Balcanic

Expansiunea teritorială a Greciei în perioada 1832 – 1947

În ciuda alianțelor vecinilor săi, Bulgaria dorea să devină o putere hegemonică în Balcani și a pretins compensații teritoriale excesive. În același timp, Serbia a cerut la rândul ei compensații teritoriale mai mari decât cele care fuseseră convenite cu bulgarii la începutul războiului. Serbia a cerut o revizuire a termenilor tratatului original, de vreme ce pierduse nordul Albaniei datorită deciziei marilor puteri de înființare a statului albanez într-o regiune care fusese considerată teritoriu sârb în înțelegerile antebelice. Bulgarii doreau să ocupe cea mai mare parte a Macedoniei și orașul Salonic. În timpul tratativelor de la Londra, Venizelos a respins cererile bulgarilor, aducând ca argumente faptul că armata greacă ocupa deja această regiune și acela că bulgarii refuzaseră să semneze cu grecii o înțelegere asemănătoare cu cea semnată cu sârbii mai înainte de declanșarea războiului.  
 
Ruptura dintre aliați datorată marilor divergențe existente între ei a devenit inevitabilă. Bulgaria era singură în fața alianței greco-sârbe. Pe 19 mai 1913, Grecia și Serbia au semnat la Salonic un tratat de alianță. Al doilea Război Balcanic a început pe 19 iunie cu un atac surpriză al bulgarilor împotriva pozițiilor sârbe și grecești. Constantin, încoronat rege după asasinarea tatălui său în martie, a neutralizat forțele  bulgare din Salonic și le-a împins spre pozițiile de plecare după o serie de atacuri încununate cu succes. Bulgarii au fost copleșiți de armatele elene și sârbe, în timp ce în nord, armata română a început marșul spre Sofia. Bulgarii s-au văzut obligați să ceară armistițiul. Venizelos s-a deplasat la cartierul general al armatei elene la  Hadji-Beylik, unde trebuia să se sfătuiască cu regele Constantin cu privire la pretențiile teritoriale pe care urma să le aibă Grecia în timpul conferinței de pace. După aceea, premierul elen s-a îndreptat spre București, unde a fost convocată conferința de pace. Pe 28 iunie 1913, a fost semnat tratatul de pace dintre Grecia, Muntenegru, Serbia și România, pe de-o parte, și Bulgaria, pe de alta. Astfel, după două războaie victorioase, Grecia și-a dublat teritoriul prin încorporarea celei mai mari părți a Macedoniei, Epirului, dar și Creta și  restul insulelor Mării Egee, deși în privința acestora au mai rămas o serie de probleme de rezolvat cu Imperiul Otoman.
 

### Grecia în timpul Primului Război Mondial

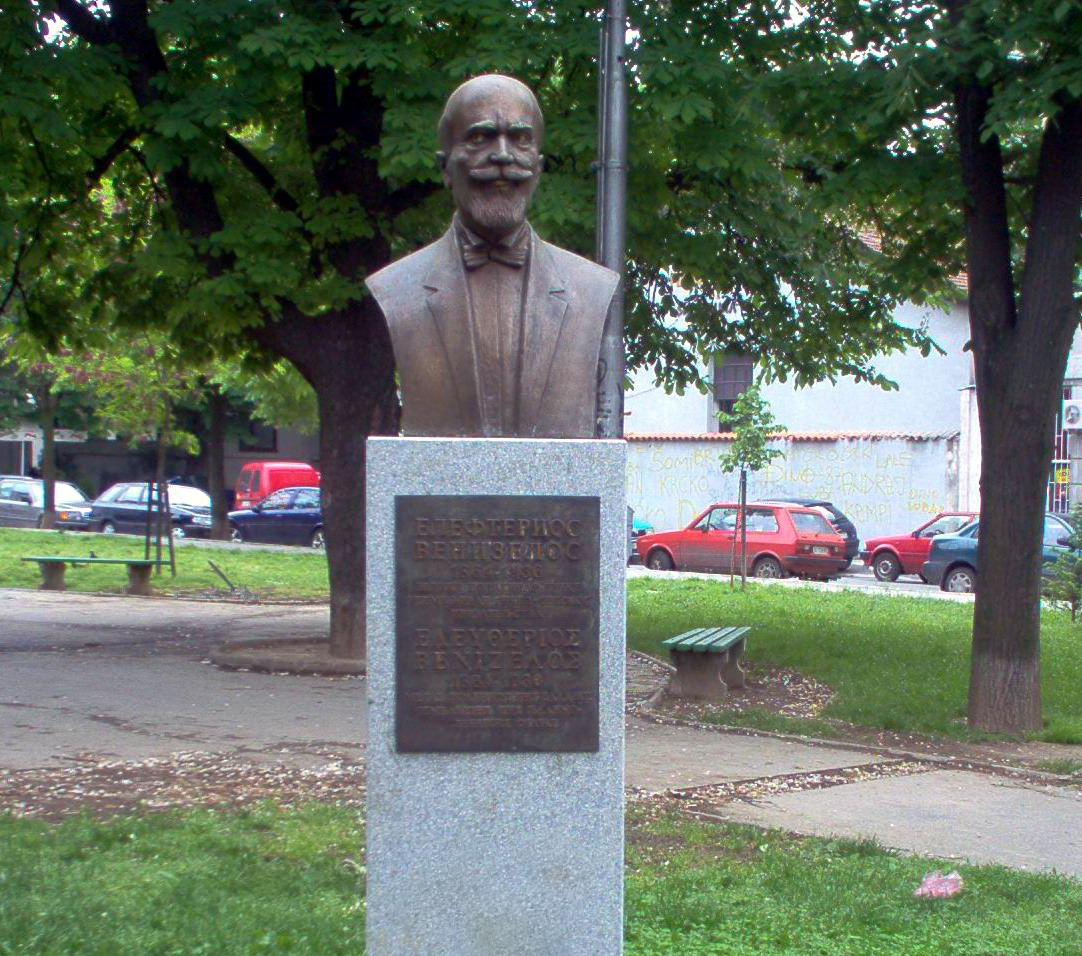
Bustul lui Eleftherios Venizelos din Belgrad, Serbia

#### Disputele cu privire la intrarea Greciei în război
Imediat după izbucnirea războiului și atacul Austro-Ungariei împotriva Serbiei, în Grecia și Bulgaria au început discuții politice agitate în legătură cu intrarea acestor țări în conflict de partea uneia sau alteia dintre tabere. Grecia avea un tratat militar valabil cu Serbia, tratatul care fusese activat în 1913, după atacul bulgar care a deschis al doilea Război Balcanic. Acest tratat viza însă numai un eventual conflict balcanic, atât Venizelos cât și Constantin considerând pe bună dreptate că, în cazul războiului cu Austro-Ungaria, prevederile lui nu obliga Grecia să intre în război de partea Serbiei. 
 
Situația s-a schimbat în momentul în care Aliații, într-o încercare de ajutorarea a sârbilor, au oferit bulgarilor regiunea Monastir –  Ohrid (din Serbia) și grecilor Macedonia Răsăriteană (regiunea Serres –  Kavala – Drama) drept compensație pentru intrarea în război de partea Antantei. Venizelos a primit din partea Aliaților asigurări că, în cazul intrării în război de parte Antantei, Grecia ar fi căpătat controlul asupra regiunilor locuite de eleni în Asia Mică, fiind însă obligată să cedeze Macedonia Răsăriteană bulgarilor . 
 
Constantin a avut însă o poziție puternică antibulgară, ceea ce a făcut imposibilă o asemenea tranzacție. Mai mult, Constantin a refuzat să-și implice țara în război în condițiile care i se ofereau în acel moment. Bulgarii au considerat în aceste condiții că cea mai bună alegere este intrarea în război de partea Puterilor Centrale. Invadarea Serbiei de către bulgari a grăbit colapsul armatelor Belgradului. Grecia a rămas neutră. Venizelos era un sprijinitor hotărât al alianței cu Antanta, nu doar din cauza convingerii că Regatul Unit și Franța aveau să câștige războiul, dar și din cauza faptului că aceasta era singura opțiune care-i mai rămânea Greciei. Premierul elen considera că puternica flotă anglo-franceză putea să impună o blocadă navală cu efecte dezastruoase asupra țării și populației ei răspândite pe numeroasele insule.
 
Pe de altă parte, Constantin înclina să sprijine Puterile Centrale prin păstrarea neutralității țării sale. El își baza opțiunile atât pe ceea ce considera că este superioritatea militară a Imperiului German, cât și pe atitudinea progermană a apropiaților săi, începând cu regina Sofia. Regele a încercat să asigure o neutralitate strictă a Greciei, care ar fi fost favorabilă Germaniei și Austriei.
 
În 1915, Winston Churchill (pe atunci Prim Lord al Amiralității) le-a sugerat grecilor să atace Dardanelele în sprijinul aliaților. Venizelos a considerat că acela era un moment potrivit pentru intrarea Greciei în război de partea Aliaților, dar, dată fiind opoziția regelui, și-a prezentat demisia pe 21 februarie. Liberalii lui Venizelos au câștigat alegerile generale și au format din nou guvernul. 
 

#### Schisma Națională
Chiar dacă Venizelos a promis că țară să rămână neutră, el a afirmat după alegerile din 1915 că atacul Bulgariei împotriva Serbiei, cu care Grecia avea un tratat de alianță, îi obliga pe eleni să se alăture Aliaților. Disputa dintre Venizelos și rege a culminat cu momentul în care monarhul a invocat prerogativa constituțională care îi permitea să demită guvernul în mod unilateral. Între timp, folosindu-se de pretextul salvării Serbiei, Antanta a debarcat în octombrie 1915 o armată la Salonic.
 
Disputele au continuat între cei doi oameni de stat, iar în decembrie 1915 Constantin l-a forța pe Venizelos să demisioneze pentru a doua oară și a dizolvat parlamentul dominat de liberali. Au fost convocate noi alegeri generale. Venizelos a plecat din Atena și s-a reîntors în Creta. Venizelos nu a participat la alegeri, deoarece a considerat că dizolvarea parlamentului a fost ilegală.
 
Pe 26 mai 1916, fortul Rupel din Macedonia a fost predat fără condiții de către guvernul regalist forțelor germano-bulgare. Acest act a produs o impresie deplorabilă în rândul opiniei publice. Aliații au început să suspecteze o alianță secretă dintre regaliști și Puterile Centrale, alianță care ar fi pus în mare primejdie armatele lor din Macedonia. Pe de altă parte, predarea fortului Rupel a însemnat pentru Venizelos și susținătorii lui începutul destrămării Macedoniei grecești. În ciuda asigurărilor date de germani conform cărora integritatea Regatului Greciei va fi respectată, ei nu au fost capabili să-i controleze pe bulgari, care au început să disloce populația elenă, după care au ocupat orașul Kavala pe 4 septembrie.
Pe 16 august 1916, în timpul unei demonstrații în Atena, Venizelos, care se ocupa de sprijinul Aliaților, a anunțat public că se delimitează de politica monarhului. Discursul lui Venizelos nu a făcut decât să polarizeze și mai mult populația între monarhiștii antivenezeliști și venizeliști. Pe 30 august 1916, ofițerii venizeliști au organizat o lovitură de stat la Thessaloniki și au proclamat crearea „Guvernului Provizoriu al Apărării Naționale”. Venizelos împreună cu amiralul Pavlos Kountouriotis și generalul Panagiotis Danglis au fost de acord să formeze un guvern provizoriu. Pe 9 octombrie, ei s-au mutat la Thessaloniki și și-au asumat conducerea „Apărării Naționale”, care milita deschis pentru participarea Greciei la efortul de război al Aliaților. Triumviratul mai sus menționat au format un guvern aflat în opoziție directă cu cel oficial de la Atena. Cei trei au fondat  cu sprijinul Aliaților nu doar un guvern provizoriu, dar și un „stat provizoriu”, care includea nordul Greciei, Creta și cea mai mare parte a insulelor Mării Egee. Practic, aceste regiuni erau „pământurile noi”, cucerite în timpul Războaielor Balcanice, unde Venizelos se bucura de un important sprijin popular, în vreme ce „vechea Grecie” rămăsese în cea mai mare parte promonarhistă. Guvernul Apărării Naționale a început mai apoi mobilizarea unei armate destinate frontului din Macedonia și în scurtă vreme s-a implicat în acțiuni militare împotriva forțelor Puterilor Centrale. 

#### „Noemvriana” și intrarea Grecei în război
Vedeți și: Noemvriana

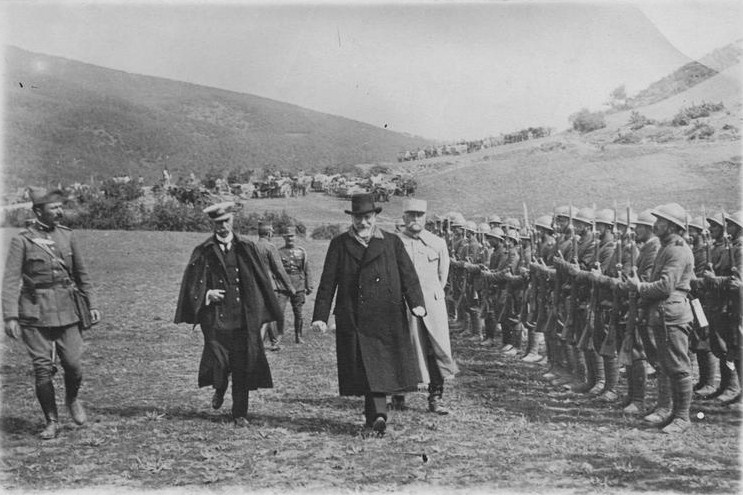
Venizelos trece în revistă trupele elene de pe frontul din Macedonia în timpul Primului Război Mondial. Alături de el se află amiralul Pavlos Koundouriotis (stânga) și generalul Maurice Sarrail (dreapta).

În lunile care au urmat după crearea guvernului provizoriu din Thessaloniki la sfârșitul lui august, negocierile dintre aliați și regele elen s-au intensificat. Aliații doreau demobilizarea armatei elene, ca o contramăsură a predării necondiționate a fortului Ruple de către monarhiști și evacuarea armatei din Tesalia, ceea ce ar fi asigurat siguranța propriilor trupe din Macedonia. Pe de altă parte, regele dorea ca aliații să-i ofere garanții că guvernul lui Venizelos nu va fi recunoscut de către puterile occidentale, sau că rivalul său politic nu va primi ajutoare din apus. De asemenea, regele cerea garanții din partea aliaților cu privire la respectarea integrității și neutralității țării și la retrocedare oricărui bun rechiziționat de aceștia în tipul războiului.
 
Violarea de către franco-britanici a integrității teritoriale a Greciei de-a lungul întregului an 1916 jignea onoarea elenilor și prin aceasta făcea ca popularitatea regelui Constantin să crească. Au avut loc o serie de demonstrații anti-Antanta în Atena. În rândul armatei, în special în rândurile ofițerilor de rang inferior, s-a născut o mișcare de respingere a pretențiilor aliaților pentru dezarmare și de predare a oricărui material de război către puterile Antantei. Această mișcare i-a avut în frunte pe Ioannis Metaxas și Sofoklis Dousmanis .
 
Pe de altă parte, Aliații nu au renunțat nicio clipă la exercitarea de presiuni asupra guvernului de la Atena. Pe 24 noiembrie, du Fournet a prezentat guvernului de la Atena un ultimatum care expira pe 1 decembrie, prin care se cerea predarea a cel puțin zece baterii de artilerie montană. Amiralul francez a făcut o ultimă încercare să-l convingă pe rege să accepte pretențiile Parisului. El l-a anunțat pe Constantin că are instrucțiuni să  ordone debarcarea unui contingent aliat, care urma să ocupe anumite poziții cheie din Atena și să forțeze guvernul elen să accepte cererile Antantei. Regele a răspuns că armata și populația îl silesc să nu accepte dezarmarea și a refuzat să-și ia orice fel de angajament dorit de Aliați. Cu toate acestea, el a promis că trupele elene vor primi ordine precise să nu deschidă focul împotriva contingentului aliat. În ciuda situației foarte complicate, nici guvernul regal, nici aliații nu au întreprins măsuri care să ducă la un conflict deschis. Pe 29 noiembrie, guvernul regal a hotărât să respingă cererile amiralului francez și a organizat rezistența armată împotriva aliaților. Până pe 30 noiembrie, unitățile militare și milițiile regaliste (epistratoi, „rezerviștii”) au fost chemate în Atena și regiunea învecinată (peste 20.000 de oameni). Aceste trupe au ocupat punctele strategice și au primit ordine clare să nu deschidă focul decât dacă sunt atacate. Pe de altă parte, autoritățile aliate nu au înțeles starea de spirit a grecilor. Un diplomat occidental avea să declare în acele momente că grecii bravează și că, în fața forței, „vor aduce tunurile pe tavă”. Amiralul du Fournet împărtășea un punct de vedere la fel de lipsit de realism.
 
Aliații au debarcat un contingent cu efective reduse care a intrat în Atena pe 18 noiembrie/1 decembrie. Trupele aliate au trebuit să facă față rezistenței organizate și după o zi de lupte s-a ajuns în cele din urmă la un compromis. Contingentul aliat a fost obligat să părăsească Atena a doua zi. Simpatizanții monarhiști au  declanșat o „vânătoare” a sprijinitorilor lui Venizelos din capitală, care a durat trei zile. Incidentul a devenit cunoscut în istoriografia greacă cu numele de „Noemvriana” (de la luna în care s-au desfășurat evenimentele, noiembrie, pe stil vechi).  Noemvriana a produs o falie profundă între venizeliști și oponenții lor, ducând la apariția  „Schismei Naționale”. 
 
După confruntarea armată din Atena, guvernele francez și britanic au recunoscut oficial pe 19 noiembrie/2 decembrie 1916 guvernul lui Venizelos, rupând efectiv Grecia în două entități separate. Pe 24 noiembrie/7 decembrie 1916, guvernul provizoriu al lui Venizelos a declarat război Puterilor Centrale. Drept răspuns, a fost emis un mandat regal de arestarea lui Venizelos, iar arhiepiscopul Atenei a emis ca urmare a presiunilor casei regale o anatemă împotriva aceluiași politician. Aliații s-au străduit să soluționeze conflictul în favoarea lor și au instituit o blocadă navală împotriva sudului Greciei, care era încă credincioasă regelui, provocând mari greutăți populației din această regiune. În iunie, francezii și britanicii au hotărât să invoce obligațiile lor de „puteri protectoare”, care promiseseră să garanteze apărarea constituționalității puterii Regatului Greciei, și au cerut regelui să abdice. Constantin a acceptat și, pe 15 iunie 1917, a plecat în exil, abdicând în favoarea fiului său Alexandru, (considerat de Aliați favorabil Antantei), și nu a fiului său mai mare și principe moștenitor, George. Plecarea regelui a fost urmată de deportarea în Franța și Italia a unui mare număr de regaliști importanți, în special ofițeri de armată, așa cum a fost de exemplu Ioannis Metaxas. 
 
Aceste evenimente i-au permis lui Venizelos să se reîntoarcă în Atena pe 29 mai 1917, iar, după acest moment, Grecia unificată a intrat în mod oficial în război de partea Aliațlor. Întreaga armată elenă a fost mobilizată, (deși în cadrul forțelor armate au continuat să existe tensiuni între ofițerii sprijinitori ai regelui exilat și cei venizeliști), și a participat la operațiunile militare împotriva Puterilor Centrale pe frontul din Macedonia. 
 

#### Încheierea Primului Război Mondial
În toamna anului 1918, armata elenă cu efective de 300.000 de soldați, era cea mai importantă armată națională aliată de pe frontul din Macedonia. Mobilizarea întregii armate elene a oferit Aliaților superioritatea numerică necesară pentru victoria pe frontul din Macedonia. O forță combinată greco-sârbo-franco-britanică aflată sub comanda generalului francez Franchet d'Esperey a declanșat o ofensivă de proporții pe 14 septembrie 1918 împotriva forțelor bulgaro-germane. După bătălia de la Skra-di-Legen, bulgarii au intrat în defensivă și au început retragerea spre teritoriul național. Pe 24 septembrie, guvernul bulgar a cerut încetarea luptelor. Armistițiul avea să fie semnat cinci zile mai târziu. Forțele aliate au continuat atacurile spre nord, încercând să învingă restul forțelor germane și austro-ungare care li se opuneau. Aliații au reușit ca, până în octombrie 1918, să elibereze întreaga Serbie, pregătindu-se să invadeze Ungaria. Ofensiva plănuită nu a mai avut loc deoarece guvernul de la Budapesta s-a oferit să capituleze în noiembrie 1918, marcând astfel începutul disoluției Imperiului Austro-Ungar. Capitularea ungurilor a dus la încetarea luptelor Primului Război Mondial, Germania nemaiavând forțe disponibile să oprească atacul dinspre sud al Aliaților. S-a dovedit astfel că participarea Greciei la război și ruperea frontului din Macedonia au fost de cea mai mare importanță. Ca urmare, Grecia a participat alături de puterile învingătoare la tratativele de pace de la Paris din 1919.

#### Tratatul de la Sèvres

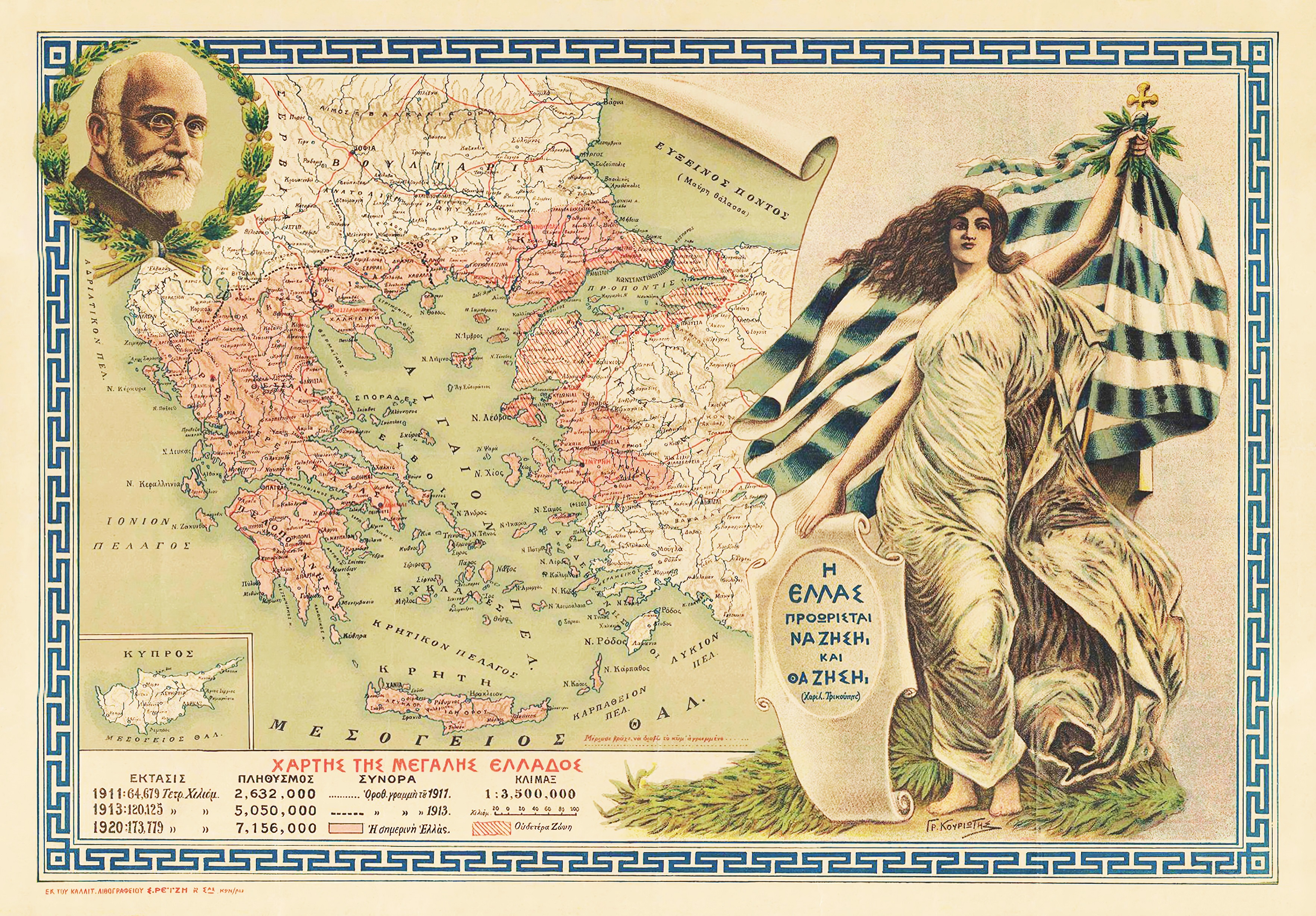
Harta Greciei după semnarea Tratatului de la Sèvres. Granițele stabilite de tratat corespundeau în mare parte dezideratelor naționaliste proclamate de Venizelos prin „Megali Idea”

După încheierea luptelor conflagrației mondiale, Venizelos a luat parte la lucrările Conferinței de Pace de la Paris în calitate de șef al delegației elene. În timpul celor aproape doi ani petrecuți la Paris, el a căpătat reputația unui om de stat remarcabil pe plan internațional. Președintele Woodrow Wilson l-a considerat pe Venizelos drept unul dintre cei mai capabili negociatori care au luat parte la negocierile de la Paris.
 
În iulie 1919, Venizelos a ajuns la o înțelegere cu italienii asupra cesiunii Insulelor Dodecaneze și a asigurat extinderea ariei de ocupate de greci în regiunea Smyrna. Tratatul de la Neuilly cu Bulgaria de pe 27 noiembrie 1919 și Tratatul de la Sèvres cu Imperiul Otoman de pe 10 august 1920 pot fi considerate triumfuri pentru Venizelos și pentru Grecia . Ca urmare, Grecia și-a extins teritoriul prin ocuparea Traciei Apusene, Traciei Răsăritene, Smirnei, insulelor din Marea Egee: Imvros, Tenedos și Dodecanezele, cu excepția insulei Rodos.. 
 
În ciuda acestor reușite, fanatismul politic a continuat să adâncească prăpastia dintre facțiunile monarhistă și liberală. Au avut loc acte absolut inacceptabile. În timpul călătorie sale din 12 august 1920, Venizelos a supraviețuit unei tentative de asasinat pusă la cale de soldați monarhiști în gara Lyon din Paris. Acest eveniment a produs răscoale ale venizeliștilor, care i-au atacat pe cei mai cunoscuți monarhiști, provocând adâncirea divizării naționale. Persecuțiile împotriva oponenților lui Venizelos a ajuns la punctul culminant după asasinarea de către membri ai milițiilor antiregaliste a liderului monarhist Ion Dragoumis de paramilitari Venizeliști la 13 august.. După însănătoșire, Venizelos s-a reîntors în Grecia, unde a fost întâmpinat ca un erou, deoarece eliberase regiunile locuite de greci și crease un stat care se întindea peste „cinci mări și două continente”.
 

### Alegerile din 1920 – Înfrângerea și Marele Dezastru
Regele Alexandru a murit de septicemie pe 25 octombrie 1920, la două luni după semnarea Tratatului de la Sèvres, după ce a fost mușcat de o maimuță. Moartea regelui a reaprins dezbaterea cu privire la forma de guvernare a Greciei: monarhie sau republică. Alegerile din noiembrie 1920 au fost transformate într-o cursă dintre Venizelos și regele exilat Constantin, (tatăl lui Alexandru). În cadrul alegerilor din 1920, antivenizeliștii, în cea mai mare parte sprijinitori ai lui Constantin, au câștigat 246 din cele 370 de mandate parlamentare. Această înfrângere a fost o mare surpriză, cu atât mai mult cu cât nici măcar Venizelos nu a reușit să câștige un mandat de deputat. Venizelos a pus această înfrângere pe seama epuizării populației după o perioadă de război mult prea lungă, începând din 1912. Venizeliștii au considerat că promisiunile cu privire la demobilizarea armatei și retragerea din Asia Mică au fost cele mai puternice arme ale opoziției. O cauză a înfrângerii pe care fostul premier nu părea dispus să o accepte a fost fără nicio îndoială și guvernarea autoritară din perioada 1917–1920 și persecutarea adversarilor politici. Pe 6 decembrie 1920, regele Constantin a fost rechemat pe tron printr-un plebiscit. Revenirea pe tron a regelui Constantin a nemulțumit atât populația elenă din regiunile aflate sub controlul armatei elene în Asia Mică, cât și a Marilor Puteri. După înfrângerea din alegerile parlamentare, Venizelos s-a autoexilat la Paris și s-a retras din viața politică
După venirea la putere a politicienilor antivenizeliști, a devenit evident că noua putere intenționa să continue războiul în Asia Mică. Demiterea pe  motive politice a numeroși ofițeri antimonarhiști experimentați și subestimarea capacității de luptă a armatei turce au făcut să se modifice cursul războiului. Revenirea la putere a regelui Constantin a oferit Italiei și Franței un pretext ușor de folosit pentru a face pace cu forțele lui Mustafa Kemal. Până în aprilie 1921, toate Marile Puteri și-au proclamat neutralitatea în războiul pe care îl ducea Grecia cu revoluționarii turci. Kemal a lansat un atac de proporții pe 26 august 1922, iar forțele elene s-au retras sub presiunea celor turce la Smirna. Orașul a fost cucerit de turci pe 8 septembrie 1922. (Vedeți și: Marele incendiu din Smirna)
După înfrângerea armatei elene în războiul cu turcii în 1922 și rebeliunea armată condusă de coloneii Nikolaos Plastiras și Stylianos Gonatas, regele Constantin a fost răsturnat de pe tron (fiind succedat de fiul lui George al II-lea), principalii lideri regaliști au fost judecați și executați. Venizelos și-a asumat conducerea delegației grecești la negocierile de pace cu turcii. El a fost cel care a semnat Tratatul de la Lausanne cu Turcia pe 24 iulie 1923. Efectele cumulate a înfrângerii Greciei în război și ale prevederilor tratatului de pace au fost printre altele fuga sau expulzarea a aproximativ 3 milioane de etnici greci din Turcia (în schimbul a aproximativ 500.000 de musulmani) și retrocedarea a Traciei Răsăritene și a insulelor Imbros și Tenedos. Înfrângerea catastrofală a Greciei în războiul cu Turcia a marcat sfârșitul „Marii Idei” a naționaliștilor eleni. După eșecul loviturii de stat regaliste condusă de Ioannis Metaxas, regele George al II-lea a fost forțat să plece în exil, iar Venizelos s-a reîntors în țară, devenind premier pentru un nou mandat. În 1924 însă, după o serie de neînțelegeri cu aliații săi, Venizelos a părăsit țara.
În perioada când nu a fost implicat în conducerea guvernului, Venizelos a reușit o traducere completă a operei lui Tucidide din limba greacă veche în limba greacă modernă. Traducerea și o parte a comentariilor sale au fost publicate doar postum.

### Revenirea la putere în 1928 și noul exil

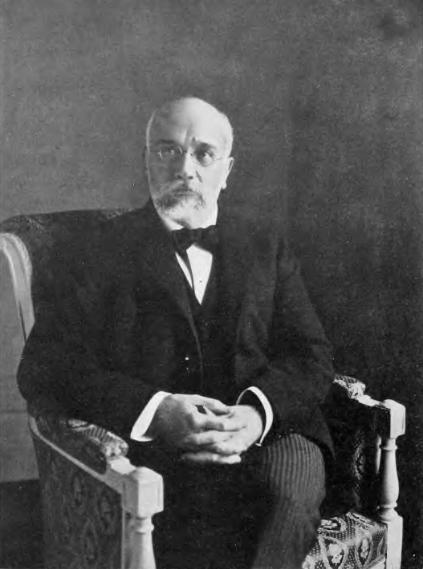
Venizelos la începutul deceniului al treilea

La alegerile parlamentare de pe 5 iulie 1928, partidul lui Venizelos a recucerit puterea și a forțat guvernul să convoace noi alegeri pe 19 august al aceluiași an. În aceste noi alegeri, partidul lui Venizelos a câștigat 228 din cele 250 de mandate parlamentare. În noul său mandat la conducerea țării, Venizelos a încercat să pună capăt izolării diplomatice a Greciei prin refacerea relațiilor normale cu țările vecine. Eforturile sale au fost încununate de succes în cazurile noului stat iugoslav și al Italiei. Venizelos a semnat un acord cu Benito Mussolini pe 23 septembrie 1928 la Roma și pe 27 martie 1929 cu Iugoslavia la Salonic. În ciuda eforturilor internaționale coordonate de britanici în perioada 1930–1931, nu s-a ajuns la o reconciliere totală cu Bulgaria în timpul mandatului lui Venizelos. Venizelos a avut o poziție rezervată față de Albania. În ciuda relațiilor bilaterale bune, nu a fost întreprinsă din partea niciuneia dintre cele două tabere vreo măsura de rezolvare a problemelor aflate în dispută. (Era principal vorba de statutul minorității elene din Albania de sud). Cea mai mare realizare a lui Venizelos din politica externă în această perioadă a fost reconcilierea cu Turcia. Venizelos și-a exprimat dorință de îmbunătățire a relațiilor cu fostul inamic chiar înaintea de victoria sa în alegeri, într-un discurs ținut la Salonic pe 23 iulie 1928. La 11 zile după preluarea puterii, el a trimis o scrisoare primului ministru Ismet Inonu și ministrului afacerilor externe ale Turciei Tevfik Rüștü, prin care declara că Grecia nu are pretenții teritoriale față de vecinul ei. Inonu a răspuns pozitiv la această scrisoare, iar Italia și-a arătat disponibilitatea să medieze între cele două țări. Negocierile au fost întârziate de problema complicată a proprietăților cetățenilor strămutați. În cele din urmă, cele două părți au ajuns la o înțelegere pe 30 aprilie 1930. Pe 25 octombrie, Venizelos a făcut o vizită în Turcia, în timpul căreia a semnat tratatul de prietenie cu fostul inamic. Mai mult chiar, Venizelos a propus numele lui Atatürk pentru Premiul Nobel pentru Pace pentru anul 1934, evidențiind respectul mutual dintre cei doi lideri. Cancelarul german  Hermann Müller descria relațiile greco-turce drept „cea mai mare realizare văzută în Europa de la Marele Război”. Pe de altă parte, inițiativa lui Venizelos a fost criticată în Grecia nu doar de opoziție dar și de membrii propriului partid care îi reprezentau pe refugiații din Turcia. Venizelos a fost acuzat că a făcut prea multe concesii în privința marinei militare din Marea Egee și a proprietăților grecilor expulzați din Turcia în conformitate cu prevederile Tratatului de la Lausanne.
În 1929 guvernul lui Venizelos a încercat să introducă legea cunoscută sub numele „Idionymon” (Legea #4229), care era menită să evite reacțiile grecilor săraci ale căror condiții de viață se înrăutățiseră datorită marelui val de emigranți. Legea reducea în mod semnificativ libertățile civile și oferea cadrul legal de luptă împotriva unioniștilor, simpatizanților mișcărilor se stânga și, în special, împotriva comuniștilor. 
Poziția politică a lui Venizelos a fost puternic afectată de Marea Criză Economică de la începutul deceniului al patrulea. La alegerile legislative din 1932, liberalii au fost înfrânți de Partidul Poporului condus de Panagis Tsaldaris. Climatul politic a devenit mult mai încordat și, în 1933, Venizelos fost ținta unui al doilea atentat de asasinare. Tendințele promonarhice ale noului guvern au făcut ca generalul  Nikolaos Plastiras să încerce în două rânduri, în 1933 și 1935, să dea o lovitură de stat. Eșecul celei de-a doua lovituri militare de stat s-a dovedit decisiv pentru viitorul celei de A Doua Republică Elenă. După eșecul loviturii de stat Venizelos a părăsit Grecia. O serie de lideri venizeliști au fost arestați, judecați și condamnați la moarte prin împușcare. Venizelos a fost condamnat „in absentia”. Republica puternic slăbită a fost abolită după o nouă lovitură de stat din octombrie 1935 de către generalul Georgios Kondylis. Regele George al II-lea a revenit pe tronul Greciei după ce plebiscitul cu privire la reinstaurarea monarhiei a dat câștig de cauză regaliștilor. În zile noastre se consideră că rezultatele acestui referendum au fost măsluite.

## Viața personală și familia
Venizelos s-a căsătorit în decembrie 1891 cu Maria Katelouzou. Tinerii căsătoriți s-au stabilit în orășelul Chalepa (azi o suburbie a Chaniei) din Creta, la etajul superior al unei clădiri, clădire în care mama, fratele și surorile politicianului ocupau parterul. Aici tinerii au petrecut unele dintre momentele liniștite și fericite ale existenței lor și tot aici li s-au născut doi fii, Kyriakos în 1892 și Sophoklis în 1894. Fericirea celor doi a durat puțin, Maria a murit de febră puerperală în noiembrie 1894, după nașterea celui de-al doilea copil. Moartea soției l-a afectat profund pe Venizelos, care și-a lăsat să crească barba și mustățile în semn de doliu.
După înfrângerea din alegerile din noiembrie 1920, Venizelos s-a autoexilat la Paris. În septembrie 1921, la 27 de ani după moartea primei sale soții, el s-a căsătorit la Londra cu Helena Stephanovich Schilizzi. Politia britanică l-a avertizat pe politician cu privire la un posibil atentat. Datorită acestui fapt, cei doi s-au căsătorit religios în casa unui prieten liberal, Arthur Henry Crosfield. Familia Crosfield se bucura de numeroase relații, iar, prin intermediul lor, Venizelos i-a cunoscut pe Arthur Balfour, David Lloyd George și pe comerciantul de arme Basil Zaharoff. 
Cuplul Venizelos s-a stabilit în Paris, într-un apartament de pe 22 rue Beaujon. În 1927, cei doi s-au mutat în Chania.

## Exilul și moartea

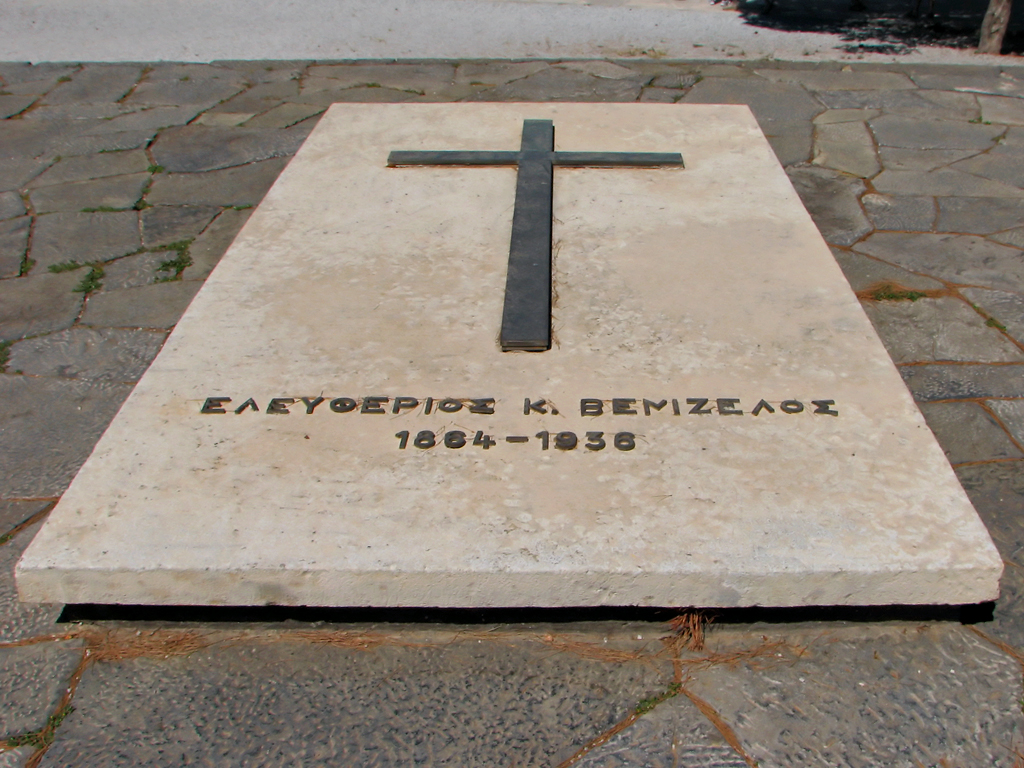
Mormântul lui E. Venizelos din Akrotiri, Creta

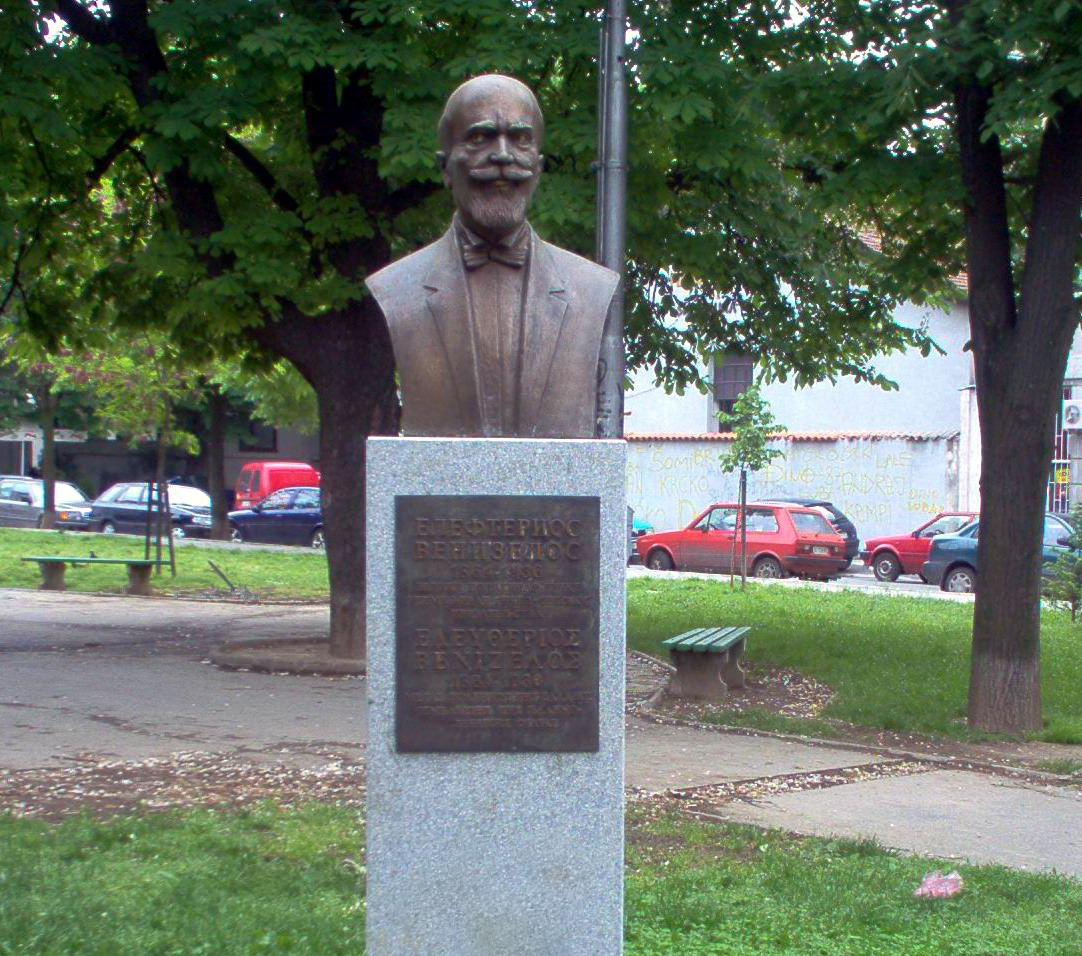
Bustul lui Eleftherios Venizelos din Belgrad, Serbia

Venizelos a plecat la Paris și i-a scris o ultimă scrisoare lui Alexandros Zannas pe 12 martie 1936. El a suferit un atac de cord in dimineața zilei de 13 septembrie și a murit cinci zile mai târziu în apartamentul lui din 22 rue Beaujon. O mulțime de simpatizanți din rândul comunității elene din Paris i-au însoțit rămășițele pământești de la locuință la stația de cale ferată de unde coșciugul a fost îmbarcat cu direcția Grecia. 
Trupul său a fost transportat direct la Chania, Creta, la bordul distrugătorului Pavlos Kountouriotis, evitând trecerea prin Atena, de teama unor tulburări populare. Înmormântarea lui Venizelos din Akrotiri a fost prilejul unei mari manifestații de simpatie din partea locuitorilor insulei.

## Moștenirea venizelismului
Una dintre cele mai importante contribuții ale lui Venizelos la dezvoltarea vieții politice elene a fost crearea în 1910 a Partidului Liberal, un partid total diferit de ceea ce exista la acea vreme în țară. Până la începutul secolului al XX-lea, partidele elene erau facțiuni care reflectau interesele puterilor protectoare – „Partidul Francez” sau „Partidul Englez” de exemplu – sau erau organizații care gravitau în jurul unei personalități politice marcante. Partidul Liberal a fost bazat pe ideile lui Venizelos (și pe ale complotiștilor de la Goudi) și a supraviețuit morții creatorului său. Odată cu nașterea partidului majoritar, a apărut și partidul de opoziție. Acest partid s-a coagulat în jurul regelui, dar a supraviețuit diferitelor furtuni din casa regală – abdicări sau aboliri ale monarhiei. Partidul Liberal a fost încă de la fondarea sa un partid de orientare republicană, cu o poziție diametral opusă monarhiștilor și conservatorilor. Lupta dintre aceste două ideologii și-a pus amprenta asupra vieții politice de-a lungul întregii perioade interbelice. Principalele orientări politice au fost republicanismul, Megali Idea, alianța cu occidentul democrat, în primul rând cu Franța și Regatul Unit, (alături de care a participat la luptele Primului Război Mondial și celui de Al Doilea Război Mondial împotriva Germaniei și cu SUA (cu care s-a aliat împotriva URSS în timpul Războiului Rece). Din punct de vedere economic, liberalii au fost susținătorii protecționismului. Succesorul lui Venizelos a fost începând cu deceniul al treilea Themistoklis Sofoulis. Partidul Liberal a supraviețuit eșecurilor și mai apoi morții fondatorului său. În 1950, fiul lui Venizelos, Sophokis a preluat șefia partidului, într-un moment în care liberalii și populiștii (monarhiștii)  au făcut un acord de alianță pentru lupta împotriva comuniștilor în timpul războiului civil. Uniunea de Centru (Enosis Kendrou), fondată în 1961 de Georgios Papandreou, este urmașa Partidului Liberal. Cum acest nou partid a pierdut teren în fața adversarilor, el a fost înlocuit în deceniul al optulea de un partid cu o orientare plasat mai spre stânga eșicherului politic, PASOK, al lui Andreas Papandreou. Ideile centriste și liberale au fost preluate de Noua Democrație.